# 大槻ケンヂの日本のほほん化計画
『大槻ケンヂの日本のほほん化計画』（おおつきけんぢのにほんのほほんかけいかく）は、TwellVで2013年10月10日から2015年5月11日まで放送された音楽及び旅番組。

## 概要
ロックミュージシャンの大槻ケンヂが、毎回ミュージシャンのゲストを迎えてゲストゆかりの地を散策。さらに即興セッションで生演奏を披露する。
大槻の広い人脈によって出演したミュージシャンは総勢51人。過去に雑誌で対談するなどして親交を深めてきた人々を始め、他にも中堅ミュージシャンや売出し中のアイドルなど、多岐に渡った。
番組は基本的に前、後編の2回に分けて放送され、それぞれの終盤にギターを使ったセッションが行われるのが通例である。
ちなみに、大槻が本格的にギターを習得し始めたのは40代になってからで、当番組でその成果を見ることができる。
2014年12月5日からは若手ミュージシャン紹介コーナー『ノホホンレコーズ』が始まった。

## 出演者
ナビゲーター
- 大槻ケンヂ（筋肉少女帯）

ナレーター
- 加藤円夏

## 放送リスト・ゲスト
| 回数 | 初回放送日 | サブタイトル | ゲスト                        | 来訪地                     | 備考 |
| ---- | ---------- | ------------ | ----------------------------- | -------------------------- | ---- |
| 1    | 10月10日   | #1 前編      | ムッシュかまやつ              | 東京都台東区・浅草         | －   |
| 2    | 10月17日   | #1 後編      | ムッシュかまやつ              | 東京都台東区・浅草         | －   |
| 3    | 11月7日    | #2 前編      | ROLLY                         | 大阪府・高槻市             | －   |
| 4    | 11月14日   | #2 後編      | ROLLY                         | 大阪府・高槻市             | －   |
| 5    | 12月5日    | #3 前編      | 宮田和弥（JUN SKY WALKER(S)） | 東京都西東京市・ひばりヶ丘 | －   |
| 6    | 12月12日   | #3 後編      | 宮田和弥（JUN SKY WALKER(S)） | 東京都西東京市・ひばりヶ丘 | －   |

| 回数 | 初回放送日 | サブタイトル                                        | ゲスト                                                                       | 来訪地                                   | 備考                                             |
| ---- | ---------- | --------------------------------------------------- | ---------------------------------------------------------------------------- | ---------------------------------------- | ------------------------------------------------ |
| 7    | 1月9日     | #4 前編                                             | 中川翔子                                                                     | 東京都中野区・中野ブロードウェイ         | －                                               |
| 8    | 1月16日    | #4 後編                                             | 中川翔子                                                                     | 東京都中野区・中野ブロードウェイ         | －                                               |
| 9    | 2月6日     | #5 前編                                             | 橘高文彦                                                                     | 岐阜県可児市・ヤイリギター               | －                                               |
| 10   | 2月13日    | #5 後編                                             | 橘高文彦                                                                     | 岐阜県可児市・ヤイリギター               | －                                               |
| 11   | 3月6日     | #0 前編                                             | ダイアモンド☆ユカイ                                                          | 栃木県佐野市                             | 本放送前の2013年4月28日に放送 されたパイロット版 |
| 12   | 3月13日    | #0 後編                                             | ダイアモンド☆ユカイ                                                          | 栃木県佐野市                             | 本放送前の2013年4月29日に放送 されたパイロット版 |
| 13   | 3月20日    | 大槻ケンヂの 日本のほほん化計画まつり LIVE特番 前編 | ムッシュかまやつ、ROLLY、 宮田和弥、橘高文彦、 ダイアモンド☆ユカイ           | 渋谷duo MUSIC EXCHANGE                   | －                                               |
| 14   | 3月27日    | 大槻ケンヂの 日本のほほん化計画まつり LIVE特番 後編 | ムッシュかまやつ、ROLLY、 宮田和弥、橘高文彦、 ダイアモンド☆ユカイ、中川翔子 | 渋谷duo MUSIC EXCHANGE                   | －                                               |
| 15   | 4月4日     | #6 前編                                             | SU（RIP SLYME）                                                              | 神奈川県藤沢市                           | －                                               |
| 16   | 4月11日    | #6 後編                                             | SU（RIP SLYME）                                                              | 神奈川県藤沢市                           | －                                               |
| 17   | 5月2日     | #7 前編                                             | 小宮山雄飛（ホフディラン）                                                   | 東京都渋谷区・原宿界隈                   | －                                               |
| 18   | 5月9日     | #7 後編                                             | 小宮山雄飛(ホフディラン)                                                     | 東京都世田谷区・下北沢界隈               | －                                               |
| 19   | 6月6日     | #8 前編                                             | TAKUYA                                                                       | 京都府京都市                             | －                                               |
| 20   | 6月13日    | #8 後編                                             | TAKUYA                                                                       | 京都府京都市                             | －                                               |
| 21   | 7月4日     | #9 前編                                             | 植村花菜                                                                     | 静岡県伊東市                             | －                                               |
| 22   | 7月11日    | #9 前編                                             | 植村花菜                                                                     | 静岡県伊東市                             | －                                               |
| 23   | 8月1日     | #10 前編                                            | 福岡晃子（チャットモンチー）                                                 | 東京都中央区・築地市場界隈               | －                                               |
| 24   | 8月8日     | #10 後編                                            | 福岡晃子（チャットモンチー）                                                 | 東京都新宿区・新宿ロボットレストラン、他 | －                                               |
| 25   | 9月5日     | #11 前編                                            | Negicco                                                                      | 新潟県新潟市                             | －                                               |
| 26   | 9月12日    | #11 後編                                            | Negicco                                                                      | 新潟県新潟市                             | －                                               |
| 27   | 10月3日    | #12 前編                                            | 番組1周年記念特別編                                                          | 大阪府泉大津市・泉大津フェニックス       | OTODAMA'14 音泉魂 のバックステージやライブの模様 |
| 28   | 11月7日    | #13 前編                                            | 鈴木圭介、グレートマエカワ                                                   | 東京都豊島区                             | －                                               |
| 29   | 11月14日   | #13 後編                                            | イノウエアツシ、KATARU、 石坂マサヨ                                          | 東京都八王子市                           | －                                               |
| 30   | 12月5日    | #14 前編                                            | 若旦那                                                                       | 東京都渋谷区・渋谷駅界隈                 | －                                               |
| 31   | 12月12日   | #14 後編                                            | 若旦那                                                                       | 下北沢界隈                               | －                                               |

| 回数 | 初回放送日 | サブタイトル     | ゲスト | 来訪地                                              | 備考                                           |
| ---- | ---------- | ---------------- | --- | --------------------------------------------------- | ---------------------------------------------- |
| 32   | 1月9日     | #15 前編         | 小椋佳、星勝 | 明治神宮界隈                                        | －                                             |
| 33   | 1月16日    | #15 後編         | 小椋佳 | 東京大学周辺                                        | －                                             |
| 34   | 2月6日     | #16 前編         | 電大（川西幸一・手島いさむ・EBI）                                                                                          | 広島県                                              | －                                             |
| 35   | 2月13日    | #16 後編         | 電大 | 広島県                                              | －                                             |
| 36   | 3月6日     | #17 前編         | ノホホンレコーズSP | -                                                   | －                                             |
| 37   | 3月13日    | #17 後編         | ノホホンレコーズSP | -                                                   | －                                             |
| 38   | 5月11日    | 最終回スペシャル | 出演順：深川麻衣（乃木坂46）、高田純次、鈴木圭介、イノウエアツシ、 内田雄一郎、ROLLY、ハヤシ、小宮山雄飛、グレートマエカワ | また逢う日まで最終回スペシャル のほほんのど自慢大会 | 1時間スペシャル カラオケ大会と全員でセッション |

## ノホホンレコーズ 放送リスト
2014年
- 12月5日 チャラン・ポ・ランタン
- 12月12日 SEBASTIAN、名倉七海

2015年
- 2月6日 LoVendoЯ
- 2月13日 吉澤嘉代子
- 3月6日 近藤夏子、忘れらんねえよ、ハナエ、NIGHTMARE
- 3月13日 奥華子、トミタ栞、オワリカラ、NIGHTMARE

## テーマソング
- 『香菜、頭をよくしてあげよう』
  - 作詞：大槻ケンヂ、作曲：本城聡章&King-Show、編曲：King-Show、唄・演奏：筋肉少女帯

## スタッフ
- 企画：佐橋範昭（TwellV）
- 構成：コバヤシマナブ
- CAM：畠中宏、宮田真
- VA：中澤啓
- CA：翼亮人
- 編集：藤田信
- MA：長谷雄智宏
- 音響効果：DRAGON RECORD
- CG：佐野朋子（アイヴリックスタジオ）
- スタイリスト：遠藤幸子
- メイク：木内絵美、柏瀬みちこ
- 技術協力：オムニバスジャパン、ドルフィンズ
- 衣装協力：PMJ Rivet&surge
- 広報：白木薫、西岡理沙（TwellV）
- AD：悉知卓矢
- ディレクター：大谷卓
- プロデューサー：大西義人（ViViA）、岡庭幸代（VAMP）
- 演出：武島義之
- 製作協力：VAMP
- 製作著作：TwellV、ViViA

## 放送時間
2013年10月10日 - 2014年3月27日
- 木曜日 21:00 - 21:30

2014年4月4日 - 2015年3月13日
- 金曜日 20:00 - 20:30

2015年5月11日
- 月曜日 20:00 - 21:00